# Валер'яна повзучопагонова
Валер'яна повзучопагонова або валеріана пагононосна (Valeriana stolonifera) — вид рослин родини жимолостеві (Caprifoliaceae), поширений у західній і центральній частинах Європи.

## Опис
Багаторічна трав'яниста рослина 40–130 см заввишки. Рослина завжди з пагонами; останні тонкі, 0.75–1.25 мм товщиною, не закінчуються розетками листя при зацвітанні рослини, рідше закінчуються слабкою розеткою. Листя дуже тонке, зелене, знизу голе або по середній жилці з дрібними щетинками, з 6–11 парами зазвичай вузькими й цілокраїми бічними листочками, прикореневе листя з 3–9 парами. Стебла ребристі, голі, при основі злегка шорсткі. Приквітки довгасті або довгасто-еліптичні. Квіти білі або блідо-рожеві. Плоди 2.5–3.5 мм завдовжки і 1.2–1.5 мм шириною.

## Поширення
Європа: західна й центральній частинах.
В Україні зростає в дубових і грабових лісах, соснових борах, на лісових галявинах і узліссях, сухих луках, на схилах в чагарниках і лучних степах — майже по всій території. Лікарська. Входить у списки регіонально рідкісних рослин Дніпропетровської, Запорізької, Одеської, Харківської областей.